# The Last Picture Show
The Last Picture Show (br: A Última Sessão de Cinema / pt: A Última Sessão) é um filme estadunidense de 1971, do gênero drama, realizado por Peter Bogdanovich.

## Sinopse
Dois adolescentes passam seus dias bebendo e namorando em uma cidade do Texas no início da década de 1950, época da Guerra da Coreia. Eles têm como diversão apenas uma sessão de cinema na única sala de exibição da cidade, além da iniciação sexual. Só que os dois se apaixonam pela mesma moça e aí a amizade entre eles sofre um grande abalo.

## Elenco
- Timothy Bottoms .... Sonny Crawford
- Jeff Bridges .... Duane Jackson
- Cybill Shepherd .... Jacy Farrow
- Ben Johnson .... Sam the Lion
- Cloris Leachman .... Ruth Popper
- Ellen Burstyn .... Lois Farrow
- Eileen Brennan .... Genevieve
- Clu Gulager .... Abilene
- Sam Bottoms .... Billy
- Sharon Ullrick .... Charlene Duggs
- Randy Quaid .... Lester Marlow
- Joe Heathcock .... The Sheriff
- Bill Thurman .... Coach Popper
- Barc Doyle .... Joe Bob Blanton
- Jessie Lee Fulton .... Miss Mosey

## Principais prêmios e indicações
Oscar
- Vencedor nas categorias:

Melhor Ator Coadjuvante (Ben Johnson)
Melhor Atriz Coadjuvante (Cloris Leachman).
- Indicado em mais seis categorias:

Melhor Filme
Melhor Diretor (Peter Bogdanovich)
Melhor Ator Coadjuvante (Jeff Bridges)
Melhor Atriz Coadjuvante (Ellen Burstyn)
Melhor Roteiro Adaptado (Larry McMurtry e Peter Bogdanovich)
Melhor Fotografia (Robert Surtees)